# Університет Вандербільта
Університет Вандербільта (англ. Vanderbilt University) — приватний дослідницький американський університет, розташований у Нашвіллі, штат Теннессі. Університет був заснований 1873 року на гроші Корнелія Вандербільта і названий на його честь (на створення університету Корнеліус пожертвував близько 1 мільйона доларів, а після своєї смерті в 1877 році заповідав ще 700 тисяч).

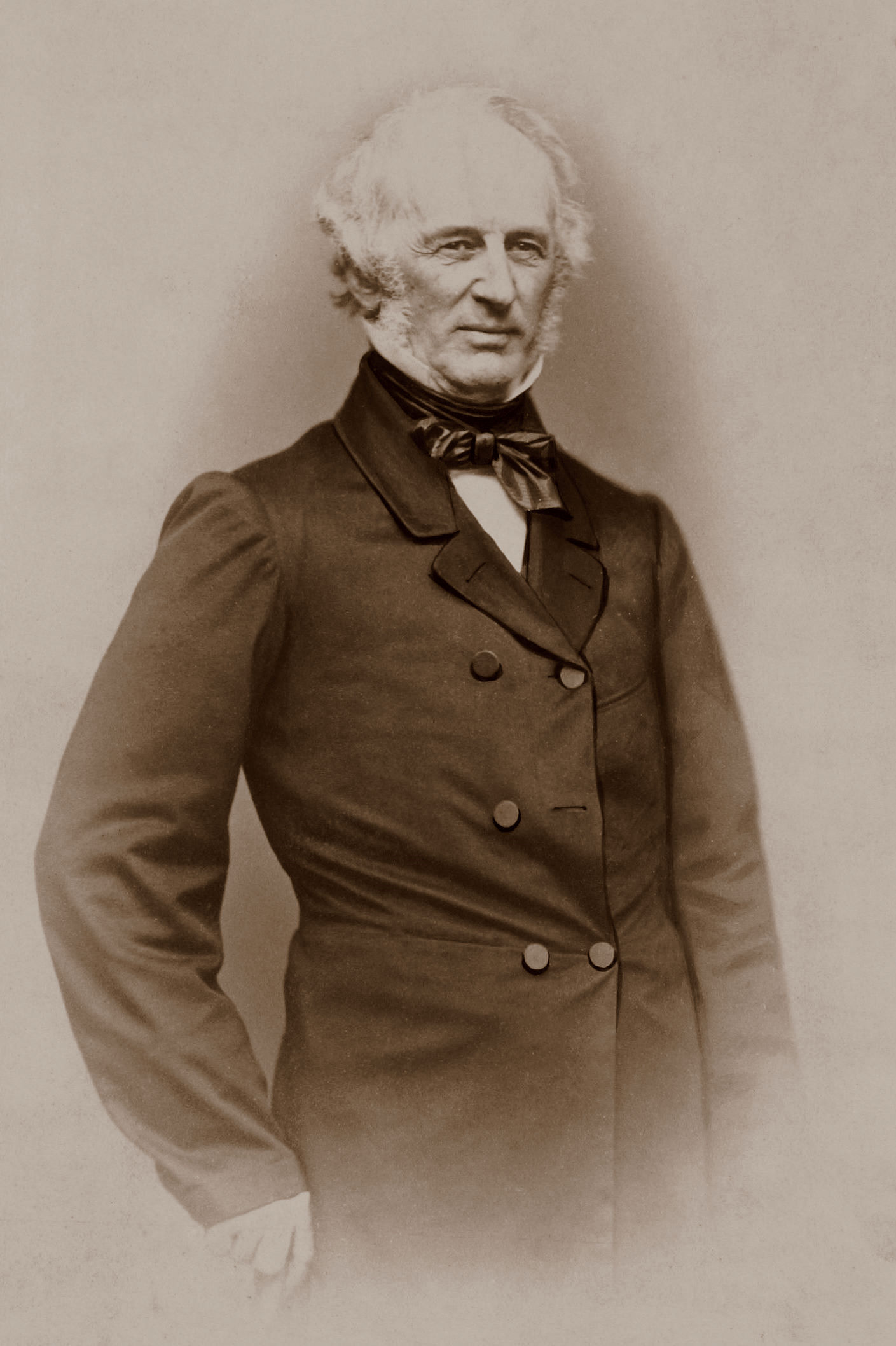
Корнелій Вандербільт

У 1950 році університет Вандербільта увійшов в Асоціацію американських університетів.
Основний кампус університету розташований у самому Нашвіллі та займає площу близько 1,3 км². Станом на 2010—2011 роки в ньому навчалося 12 714 студентів (з них 5835 аспірантів) з усіх 50 штатів і понад 90 країн.
Серед випускників університету та його філій — 2 віцепрезиденти США, 25 стипендіатів Родса, 7 нобелівських лауреатів, переможці Пулітцерівської премії та премії «Оскар».
У 2011 році журнал US News & World Report розмістив університет Вандербільта на 17-му місці в рейтингу національних університетів і шкіл (таким чином, він потрапив у 20 найбільших). А згідно з академічним рейтингом університетів у 2009 році, університет посідає 41-шу позицію у світі. У 2011 році, згідно з рейтингом журналу Times Higher Education (Times Higher Education World University Rankings), університет Вандербільта є 51-м із найкращих у світі.

## Відомі випускники
- Станфорд Мур — лауреат Нобелівської премії з хімії за 1972 рік.
- Роберт Пенн Воррен — письменник, лауреат Пулітцерівської премії 1947 року за твір «Все королівське військо».
- Альберт Ґор — 45-й віцепрезидент США в 1993—2001 роках, лауреат Нобелівської премії миру за 2007 рік.
- Мохаммад Юнус — економіст, засновник Грамін Банку, лауреат Нобелівської премії миру за 2006 рік.
- Джон Гарнер — 32-й віцепрезидент США з 1933 по 1941 рік.

## Виноски
1. ↑  Directory of Open Access Journals — 2003.
2. ↑  Integrated Postsecondary Education Data System — 1992.
3. 1 2  National Association of College and University Business Officers U.S. and Canadian 2022 NTSE Participating Institutions Listed by Fiscal Year 2022 Endowment Market Value, Change in Market Value from FY21 to FY22, and FY22 Endowment Market Values Per Full-time Equivalent Student (Excel) — 2023.
4. ↑  http://old.arl.org/arl/membership/members.shtml
5. ↑  https://blueorigin-static-assets.s3.amazonaws.com/assets/orbital-reef-press-release.pdf
6. ↑  https://iiif.io/news/2023/03/16/NYPL-vanderbilt-estonia-join-consortium/
7. ↑  https://web.archive.org/web/20231020113811/https://orcid.org/members
8. ↑  https://web.archive.org/web/20240116123311/https://www.aau.edu/sites/default/files/AAU-Files/Who-We-Are/AAU%20Member%20Universities%20listed%20by%20year_updated%202023.pdf
9. ↑  https://www.aau.edu/who-we-are/our-members
10. ↑  https://web.archive.org/web/20240120080233/https://acememberdirectory.azurewebsites.net/
11. ↑  https://web.archive.org/web/20240126121019/https://nhalliance.org/about/members/
12. ↑  https://web.archive.org/web/20221215225406/https://www.heliosopen.org/members
13. ↑  https://web.archive.org/web/20240227092307/https://www.cni.org/about-cni/membership/members
14. ↑  https://web.archive.org/web/20231016073235/https://www.crl.edu/membership/members
15. ↑  https://web.archive.org/web/20231015070603/https://sparcopen.org/who-we-are/members/
16. ↑  https://web.archive.org/web/20241007110620/https://www.cumuonline.org/membership/cumu-members/
17. ↑  https://www.cogr.edu/cogr-membership-list
18. ↑  ReVU: Quick Facts About Vanderbilt (англійською) . Официальный сайт университета. Архів оригіналу за 1 серпня 2012. Процитовано 7 червня 2011. [Архівовано 2012-07-22 у Wayback Machine.]
19. ↑  Стипендіати Родса(англ.) на офіційному сайті стипендії
20. ↑  Notable Alumni [Архівовано 2010-12-30 у Wayback Machine.](англ.) на сайті університету
21. ↑  TOP-200: THE World University Rankings 2010—2011(англ.) на офіційному сайті журналу